# 메이지 궁전

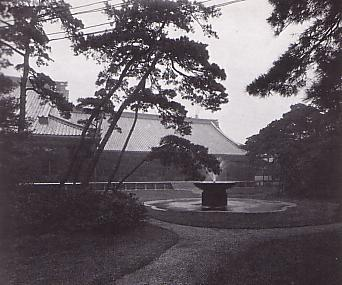

메이지 궁전(일본어: 明治宮殿 메이지큐덴[*])은 일본의 천황이 거주하는 현 고쿄(皇居, 예전 이름 규조(宮城)) 자리에 예전에 존재하였던 건물이다. 메이지 천황이 수도를 교토에서 도쿄로 천도를 결정한 이래, 처음에는 옛 에도 성의 니시노마루 어전(西の丸御殿)을 황실의 거처로 삼았으나, 화재로 인해 소실되었다. 곧바로 새 궁전의 건축을 정부에서 건의하나, 세이난 전쟁(西南の役)으로 인한 전쟁비용의 문제 등, 국내의 문제들을 먼저 처리해야 한다는 메이지 천황의 의향에 따라 뒤로 미뤄지어, 옛 기슈번(紀州藩)의 저택이었던 아오야마 어소(青山御所)를 임시 궁궐로 삼았다. 그러나 아오야마 어소에서는 전례 의식을 치르는 데 지장을 초래하게 된다는 이유로, 결국 궁전의 건설의 허락이 내려, 1888년 (메이지 21년) 10월 7일에 낙성되었다.
당초에는 지반이 튼튼한 야마사토마루(山里丸) 자리에 조시아 콘더의 설계에 따라 석조 건물로 지어질 예정이었으나, 궁내성 내의 각료와의 알력과 예산의 문제로, 교토 어소를 본딴 외관에 의자를 사용하는 서양식 내장을 갖춘 이른바 와요셋추(和洋折衷) 방식으로 건설되었다. 궁내청사 또한 새로 지어져 이 궁전과 복도로 연결되었다.
낙성된 다음해인 1889년(메이지 22년) 일본제국 헌법의 반포식이 이곳에서 치러졌다.
1945년(쇼와 20년) 5월 25일의 공습으로 일본군의 참모본부가 불에 탔을 당시 그 불길이 번져서 궁전 또한 불에 타 소실되었다. 당시 소화 작업에 임하였던 경시청의 특별소방대 19명이 순직하였다. 현재는 그 터에 고쿄신큐덴(皇居新宮殿, 쇼와 궁전(昭和宮殿))이 세워져 있다.
즉시 정부에서 새로운 궁전을 조성하려 했지만, 세이난 전쟁의 전쟁 비용과 정국의 안정을 우선시 하는 메이지 천황의 의향에 따라 뒤로 미루어졌다. 옛 기슈 번 저택이었던 아오야마 어소가 임시 거처로 되었다. 그러나 아오야마 어소에서는 전례의식에 지장을 주었기 때문에 궁전의 건설이 윤허되었다. 1888년 10월 7일에 완성되었다. 당초에는 지반이 튼튼한 야마사토마루에 조시아 콘더의 설계에 따라 석조 건물로 건축할 예정이었으나, 궁내성 내 각료와의 알력과 예산의 문제로, 교토 어소를 모방한 외관을 가진 와요셋추 양식을 가지게 되었다. 궁내청사도 신축되어 궁전 건물과 복도로 연결되었다.

## 같이 보기
- 고쿄
- 궁전